# Estadio Al-Saada
El Estadio Al-Saada o también Al-Saada Sports Complex (Arabic: مجمع السعادة الرياضي) es un estadio multiusos ubicado en la ciudad de Salalah en Omán, se usa principalmente para la práctica del fútbol y posee una capacidad para 12 000 espectadores. Es el estadio de los clubes de la ciudad, el Dhofar Club y Al-Nasr que disputan la Liga Profesional de fútbol.
El estadio forma parte del Salalah Sports Complex recinto que cuenta con diversas instalaciones deportivas como campo de hockey, cancha de tenis, piscina olímpica y un recinto cubierto para voleibol y baloncesto.